# Ludwig Hirschfeld (Schriftsteller)

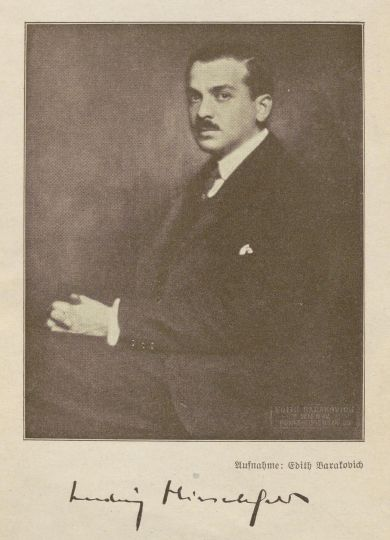
Ludwig Hirschfeld (ca. 1921), Foto: Edith Barakovich

Ludwig Hirschfeld (* 21. Mai 1882 in Wien, Österreich-Ungarn; † nach dem 6. November 1942 [Datum der Todeserklärung: 4. Mai 1945] im KZ Auschwitz) war ein österreichischer Schriftsteller, Journalist und Theatersekretär, der bis zu seiner Flucht nach Frankreich im Jahre 1938 in Wien lebte.

## Leben
Ludwig Hirschfeld entstammte, als jüngstes von fünf Kindern (er hatte vier Geschwister), aus der jüdischen Kaufmannsfamilie Hirschfeld Brüder & Co. Rollgerste- und Schälerbsenfabrik; ein mit dem k.u.k. Prädikat ausgezeichnetem Unternehmen in Atzgersdorf und in der Leopoldstadt, (im 2. Wiener Gemeindebezirk, in der Unteren Augartenstraße 18). Seine Eltern waren Vater Alexander Hirschfeld (1838–1916) und seine Mutter Henriette, geborene Polak, (1852–1935).
Journalistisch arbeitete Ludwig Hirschfeld als Redakteur der Neuen Freien Presse und von 1918 bis 1925 als Chefredakteur der Wiener illustrierten Halbmonatsschrift für Kunst, Literatur und Mode „Moderne Welt“, die von 1918 bis 1939 erschienen war.
1927 erschien in der Reihe des Piper Verlages „Was nicht im ‚Baedeker‘ steht“ sein alternativer Reiseführer „Das Buch von Wien und Budapest“, dessen zweite Auflage von 1929 ohne den Anhang zu Budapest unter dem Titel The Vienna, that's not in the Baedeker auch in einer englischen Übertragung von T. C. MacCallum vorgelegt wurde. Hirschfeld verfasste darüber hinaus eine Vielzahl von Novellen, Schauspielen und Libretti und war auch als Übersetzer von Bühnenwerken und als Feuilletonist tätig.
Ab 1910 leitete er mit Ferdinand Grünecker das Wiener Possentheater „Max und Moritz“.
Im Jahre 1938 floh er aufgrund des Anschlusses Österreichs an Nazideutschland mit seiner Ehefrau Elly und seinen Kindern Eva und Herbert nach Frankreich. Am 6. November 1942 wurde er mit seiner Frau und seiner Tochter mit dem Transport 42 vom französischen Sammellager Drancy nach Auschwitz deportiert und dort ermordet. Sein Sohn Herbert war bereits am 9. September 1942 mit dem von Adolf Eichmann organisierten Transport 30 nach Auschwitz ohne dortige Registrierung deportiert worden.

## Wirkung
Hirschfeld wurde bei Karl Kraus in dessen Monumentaldrama „Die letzten Tage der Menschheit“ in Szene 5/30 (vor dem Hotel Imperial) erwähnt. In der Fackel schrieb Kraus kritisch: „Bezugnehmend auf den in der Nummer […] vom 12. August 1917 der ‚Neuen Freien Presse‘ unter der Aufschrift ‚Juliabend in Lemberg‘ erschienenen Artikel des Herrn Ludwig Hirschfeld erlaube ich mir im Interesse der Wahrheit um die Veröffentlichung nachstehender Zeilen höflichst zu ersuchen: Ich weiß nicht, wie lange Herr Ludwig Hirschfeld in Lemberg geweilt […] hat; das eine scheint jedoch sicher zu sein, daß die Prämissen, auf denen er seine Schlüsse aufgebaut hat, von Grund auf falsch sind.“ [Die Fackel 462, Oktober 1917, S. 124]. Dagegen stellte Hermann Broch ihn bereits 1921 in eine Reihe mit den Lokalfeuilletonisten Eduard Pötzl und Daniel Spitzer. Felix Salten resümierte später, anlässlich des Erscheinen von Hirschfelds „Das Buch von Wien und Budapest“ im Jahr 1927, dass dieser sich „fast immer als Schriftsteller von ausgesprochen journalistischem Temperament“ zeige.

## Werke (Auswahl)

### Prosa
- Das Buch von Wien und Budapest. Reihe: „Was nicht im ‚Baedeker‘ steht“, Piper Verlag, München 1927 (2. Auflage nur noch: Das Buch von Wien)[6]
- Die klingende Stadt. Skizzen aus dem lauten und aus dem stilleren Wien. Robert Mohr, Wien 1912
- Tennis, Bridge und Eheglück. Die Geschichten von Manzi und Mully. Drei Masken Verlag, München 1927
- The Vienna, that's not in the Baedeker. Reihe: „Was nicht im ‚Baedeker‘ steht“, Piper Verlag, München 1929 (Übersetzung: T. W. Mac Callum)
- Wo sind die Zeiten... Zehn Jahre Wien in Skizzen. Wiener Literarische Anstalt, Wien 1921
- Wien. Der beliebteste Reiseführer der 1920er Jahre. Mit einem Nachwort von Martin Amanshauser. Milena Verlag, Wien 2020 – ISBN 978-3-903184-57-2
- Peter Payer (Hrsg.): Wien in Moll. Ausgewählte Feuilletons 1907 – 1937, Löcker, Wien 2020 – ISBN 978-3-99098-039-2[7]

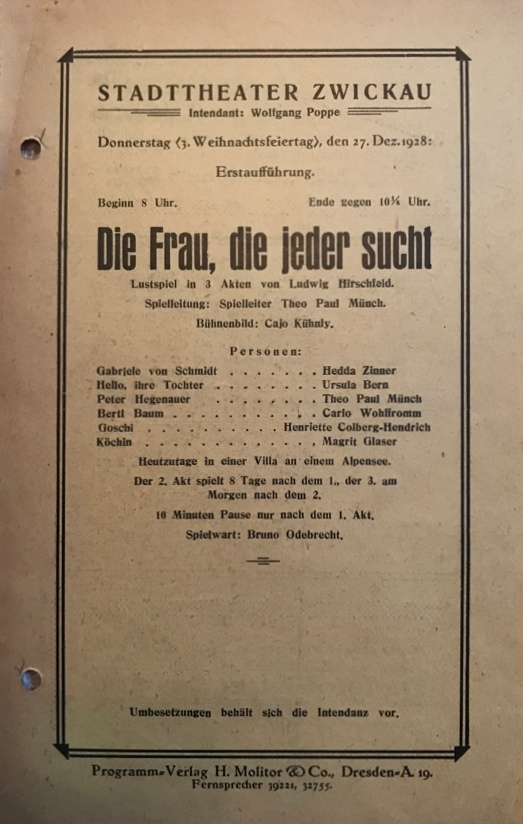
Theaterprogramm: „Die Frau, die jeder sucht“ (1928)

### Stücke und Libretti
- Die steinerne Maske (Komödie). 1921
- Spiel der Sinne. 6 Bilder (Schauspiel). Theaterverlag Otto Eirich, Wien 1923[8]
- mit Paul Frank: Die silberne Tänzerin. Operette in 3 Akten. Eibenschütz & Berté, Leipzig 1924
- mit Paul Frank: Stiefmama, Wien 1926[9]
- Die Frau, die jeder sucht. Felix Bloch Erben, Berlin 1928
- mit Paul Frank: Geschäft mit Amerika. Marton, Wien 1930
- mit Rudolf Österreicher: Auslandsreise. (Lustspiel). 1932
- mit Rudolf Österreicher: Viel Liebe – wenig Geld! 5 Bilder von heute. Georg Marton, Wien London Berlin 1936
- mit Rudolf Österreicher und Oscar Straus: Zwei lachende Augen. Regie- und Soufflierbuch. Operette in 3 Akten (Musik von Oscar Straus). Karczag, Leipzig, Wien 1933

Weitere Werke sind auf der Internetseite des Österreichischen Bibliothekenverbundes zu finden.